# Meniscocephalus albisetosus
Meniscocephalus albisetosus är en stekelart som först beskrevs av John S. Noyes 1980.  Meniscocephalus albisetosus ingår i släktet Meniscocephalus och familjen sköldlussteklar. Inga underarter finns listade i Catalogue of Life.